# Iralabarri
Iralabarri, conocido popularmente como Irala, es un barrio bilbaíno del distrito 7 situado en la margen izquierda de la ría de Bilbao. 
Consta de grandes zonas verdes como el parque de Eskurtze (zona superior del barrio), el cual llega hasta la autopista de Juan de Garay.
Dispone de 2 colegios públicos (CEP Isabel Gallego Gorria LHI y CEP Tomás Camacho LHI), un colegio concertado (Amor Misericordioso) y un instituto de educación secundaria y formación profesional (IES Eskurtze). El barrio está sufriendo grandes obras urbanísticas para la mejora del mismo, las viviendas de la c/ Jaén, la parte de Irala de Ametzola, el museo del Pan, la Plaza de Batalla de padura, aumento de aceras para los peatones, nuevas farolas, jardines, soterramiento de las vías de RENFE y, esperemos que en un futuro las de FEVE, rehabilitación de las fachadas de las casas, lo que está haciendo que Irala sea cada día más atractivo para vivir sin el ajetreo de la gran urbe, a solo 10 minutos del centro de la ciudad.

## Situación
El barrio se encuentra en la zona sur de Bilbao. Limita con Amézola, Zabala, San Adrián y Recaldeberri-Larrasquitu.

## Autobús
En el barrio de Irala operan las líneas de Bilbobuses 57, 71, 75 y 76.

## Tren
El barrio de Irala no dispone de ninguna parada de metro u tren, sin embargo el barrio está cerca de las paradas de Renfe de Zabalburu y Amézola.